# Ekiti
Ekiti è uno dei 36 stati della Nigeria, con capitale Ado-Ekiti.

## Città
Ado, Efon-Alaaye, Aramoko, Ikole, Ikere, Ijero, Ipoti, Igogo, Ise, Itapa, Otún, Usi, Ido, Emure, Iyin, Igede, Ilawe, Ode, Oye, Omuo, Ilupeju, Ikoro, Ikun, Iye, Ijesa-Isu, Ayedun, Aisegba, Okemesi, Igbara-Odo.

## Suddivisioni
Lo stato di Ekiti è suddiviso in sedici aree a governo locale (local government areas):
- Ado-Ekiti
- Efon
- Ekiti East
- Ekiti South-West
- Ekiti West
- Emure
- Gbonyin
- Ido-Osi
- Ijero
- Ikere
- Ikole
- Ilejemeje
- Irepodun/Ifelodun
- Ise/Orun
- Moba
- Oye